# Etwas Lebendiges für den lahmen Peter
Etwas Lebendiges für den lahmen Peter (Originaltitel: Nånting levande åt Lame-Kal) ist ein Kinderfilm von Magnus Nanne nach der gleichnamigen Geschichte von Astrid Lindgren.

## Handlung
Peter litt als kleines Kind unter Kinderlähmung. Seitdem ist er gelähmt und verbringt die meiste Zeit im Bett. Seine Mutter ist arm und muss sehr viel arbeiten. Viel Zeit hat sie daher nicht für Peter, der oft allein ist. Peter wünscht sich jedes Jahr nichts sehnlicher als ein Tier zu Weihnachten. Doch immer wieder wird er enttäuscht. Dieses Mal soll es anders sein, finden seine Freundinnen Annastina und Lillstumpan. Da passt es gerade gut, dass die Katze Schnorrchen Junge erwartet und Peter eines ihrer Jungen bekommen könnte. Die beiden Mädchen hoffen, dass Schnorrchens Jungen vor Weihnachten da sind, damit Peter sein Geschenk rechtzeitig erhält. Schon bald bekommt Schnorrchen tatsächlich ihre Jungen. Die Mädchen haben jedoch keine Ahnung, wo diese sind. Gerade noch rechtzeitig finden Annastina und Lillstumpan die Katzenbabys. Diese sind am Weihnachtsabend gerade so groß, dass die Mädchen eine von ihnen verschenken können. Als die Mädchen mit dem Katzenkind in Peters Zimmer kommen ist er überglücklich. Er fühlt sich nicht mehr allein.

## Hintergrund
Etwas Lebendiges für den lahmen Peter wurde 1988 erstmals im schwedischen Fernsehen gezeigt.
In Deutschland wurde der Film am 12. November 1989 innerhalb einer Reihe namens Astrid Lindgren erzählt im ZDF erstausgestrahlt. Im September 2010 wurde das Märchen mit vier weiteren Astrid Lindgren Verfilmungen von der Universum Film GmbH auf einer DVD unter dem Titel Astrid Lindgren – Die schönsten Erzählungen veröffentlicht. Eine weitere DVD-Veröffentlichung gab es im Oktober 2013, dieses Mal mit zwei weiteren Astrid Lindgren Verfilmungen unter dem Titel Astrid Lindgrens Märchen 1.

## Unterschied zur Buchvorlage
Der Film hält sich nah an die Buchvorlage. Allerdings wird im Buch davon berichtet, dass die Mutter den Mädchen geduldig erklärt, dass sie nicht so viele Katzen haben können, wie sie wollen. Daher wird im Buch nur Peters spätere Katze behalten. Schnorrchens andere Junge werden von den Mädchen begraben. Während Peter in der Buchvorlage sechzehn Jahre alt ist, ist er in der Verfilmung deutlich jünger.